# Дитерле, Уильям
Уильям Дитерле (англ. William Dieterle, имя при рождении нем. Wilhelm Dieterle; 15 июля, 1893 — 9 декабря, 1972) — немецкий и американский кинорежиссёр и актёр, который большую часть карьеры проработал в Голливуде.
«Хотя, к сожалению, он не так хорошо известен, как некоторые из его немецких и европейских соотечественников в Голливуде, у него был выдающийся художественный стиль, и он работал с полной самоотдачей, создав некоторые сокровища киноискусства Голливуда и мирового кино».
К числу наиболее интересных и признанных сегодня фильмов Дитерле относятся «Горбун из Нотр-дама» (1939), «Дьявол и Даниел Уэбстер» (1941) и «Портрет Дженни» (1948). Его фильм «Жизнь Эмиля Золя» (1937) завоевал «Оскар» как лучший фильм, а сам Дитерле за этот фильм был номинирован на «Оскар» как лучший режиссёр. Кроме того, в общей сложности пятеро актёров выдвигались на премию «Оскар» за свои роли в фильмах Дитерле — Пол Муни, Джозеф Шилдкраут, Брайан Ахерн, Уолтер Хастон и Дженнифер Джонс, причём Муни и Шилдкраут её завоевали.

## Биография

### Ранние годы жизни. Кинокарьера в Германии:1913-1929
Младший из девяти детей в семье Якоба Дитерле и Берты (урожд. Дёрр). В детстве жил в бедности, для заработка плотничал, торговал вторсырьём. Рано заинтересовался театром, ставил спектакли в семейном амбаре. В 16 лет примкнул к бродячему театру, был в нём разнорабочим и изучал актёрское мастерство; вскоре стал ведущим романтическим актёром. В 1919 году в Берлине привлёк внимание Макса Рейнхардта, который занимал его в своих постановках до 1924 года. С 1921 года зарабатывал на жизнь съёмками в кино и вскоре стал популярным характерным актёром, в том же году женился на актрисе Шарлотте Хагенбрух. В 1923 году на собственные средства поставил свой первый фильм; в главной роли снялась молодая Марлен Дитрих. В 1926 году снялся в немом фильме «Мельница Сан-Суси». В 1927 году вместе с женой основал кинокомпанию Charrha-Film.

### Карьера в Голливуде: 1930-е годы
Когда в 1930-е годы политическая и экономическая ситуация в Германии стала ухудшаться, Дитерле, как и многие другие представители киноиндустрии страны, эмигрировал в США. Дитерле говорил: «В Берлине ходила такая шутка о бегстве … если в ресторане звонил телефон, говорили, что это, наверняка, Голливуд. Ну, однажды мы с женой обедали, и это действительно произошло».
Дитерле получил предложение от студии «Уорнер бразерс» ставить киноверсии популярных хитов студии на немецком языке для рынка Германии. В этом качестве он сделал фильмы «Танец продолжается» (1930), «Путь всех мужчин» (1930) и «Священный огонь» (1931), «Час счастья» (1931) и «Кисмет» (1931). «Он даже работал над „Морским демоном“ (1931), немецкоязычной версией „Моби Дика“, сыграв роль капитана Ахава. Фильм был поставлен ещё одним европейцем, который вскоре станет одним из самых успешных режиссёров студии „Уорнер“, венгром Майклом Кёртицом». Вице-президент компании «Уорнер бразерс» Хол Б. Уоллис был настолько впечатлён этими фильмами, что предложил Дитерле остаться в Голливуде. В 1931 году Дитерле сменил имя с немецкого Вильгельма на английское Уильям, а в 1937 году стал гражданином США.
"Легко овладев голливудским способом кинопроизводства, чему помогло собственное блистательное мастерство в формировании и изложении истории — он вскоре был повышен до постановки некоторых из «регулярных» фильмов «Уорнер». «Он проработал на „Уорнер бразерс“ в течение десяти лет, начав с потрясающей серии среднемасштабных фильмов категории А». Дитерле ставил в среднем по шесть картин в год для студии вплоть до 1934 года.
"Хотя Дитерле снял свои более «важные» фильмы позднее, тем не менее, некоторые исследователи кино считают, что лучшим периодом у Дитерле были именно 1931-34 годы. «Его первый фильм „Последний полёт“ (1931) сегодня считается шедевром» и одним из определяющих портретов «потерянного поколения» 1920-х годов". Фильм рассказывает о четырёх американских боевых пилотах, которые гуляют и скитаются по Парижу после Первой мировой войны, пытаясь вновь обрести смысл жизни. По идейному содержанию, тематике, настроению фильм выдержан в духе работ Эрнеста Хэмингуэя и Френсиса Скотта Фитцджеральда. Хотя фильм и не был успешным в первом прокате, он был высоко оценен как забытый шедевр при последующем прокате в 1970 году.
Криминальная авантюрная комедия «Кража драгоценностей» (1932) «имитировала манеру Любича на самом высоком уровне», а криминальная мелодрама «Туман над Фриско» (1934) с Бетт Дейвис «стала культовой благодаря невероятно высокому темпу повествования и техническому совершенству при изложении довольно-таки стандартной криминальной истории».
«В 1934 году в США приехал Рейнхардт, который бежал из Европы от нацистской угрозы. Он привез с собой пышную, готовую к постановке версию „Сна в летнюю ночь“ Уильяма Шекспира — феерии для театра „Голливуд-боул“ в Лос-Анджелесе, которая станет легендарной. Она была настолько впечатляющей, что заинтересовала руководителей „Уорнер“». Дитерле убедил «Уорнер бразерс» профинансировать крупнобюджетную киноверсию спектакля со звёздным составом исполнителей. Режиссёрами выступили сам Рейнхардт вместе «со своим учеником Дитерле». Во время работы над картиной Рейнхардт проводил репетиции с актёрами, и лишь только затем позволял Дитерле ставить фильм. «Рейнхардт ничего не знал о Голливуде, и должен был с помощью Дитерле понять разницу между чрезмерно акцентированной актёрской игрой на сцене и тонкостью работы на камеру». Фильм неудачно прошёл в кинотеатрах, мнение критиков также было неоднозначным. Тем не менее, фильм получил два Оскара (за лучшую операторскую работу и лучший монтаж), и был номинирован ещё на два (за лучшую картину и лучшему помощнику режиссёра). Сегодня фильм в основном высоко оценивается критиками и относится к классике жанра.
Во второй половине 1930-х годов Дитерле поставил на студии «Уорнер» три престижных биопика с актёром Полом Муни — «Повесть о Луи Пастере» (1936), «Жизнь Эмиля Золя» (1937) и «Хуарес» (1939), каждый из которых был удостоен номинаций на Оскар.
Первым в серии этих знаменитых и очень успешных «биографических фильмов» стала «Повесть о Луи Пастере» (1936). Пол Муни сыграл роль знаменитого учёного, который не только открыл принципы вакцинации, но и был вынужден вести борьбу со скептически настроенным медицинским сообществом. Фильм имел успех как у критики, так и в прокате, и принёс Муни Оскар как лучшему актёру. Он также помог компании «Уорнер бразерс» утвердиться как создателю «престижных картин» после десятилетия известности главным образом криминальными драмами. Это привело к тому, что Дитерле был вынужден поставить несколько фильмов, которые ему не нравились, поскольку «на „Уорнер“ в тот момент если ты добивался успеха, то тебе давали что-нибудь ужасное, чтобы удержать тебя от чрезмерного самомнения». Среди этих фильмов — биографическая картина о британской общественной деятельнице Флоранс Найтингейл под названием «Белый ангел» (1936), криминальная комедия «Сатана встретил леди» (1936) с Бетт Дейвис, вторая из трёх киноверсий романа Дэшиэлла Хэмметта «Мальтийский сокол», а также «Принц и нищий» (1937) по Марку Твену.
После этого Дитерле позволили снять ещё одну сильную биографическую картину с Полом Муни — «Жизнь Эмиля Золя» (1937). Основанный на жизни французского философа и романиста Эмиля Золя, фильм главным образом был посвящён участию Золя в знаменитом «деле Дрейфуса», офицера Французской армии, еврея по национальности, ложно обвинённого в измене своими начальниками и посаженного в тюрьму. Фильм имел огромный успех, и был номинирован на 10 Оскаров, завоевав эту награды в категориях лучший фильм, лучший сценарий и лучшая роль второго плана (актёр Джозеф Шилдкраут в роли Дрейфуса). Дитерле получил номинацию как лучший режиссёр, и эта номинация на Оскар так и осталась единственной в его карьере.
Следующий фильм «Блокада» (1938) сыграл важное значение в творческой биографии Дитерле и его сценариста Джона Ховарда Лоусона (который был членом Компартии США и открыто продвигал в своём искусстве коммунистические взгляды). Действие фильма происходит во время Гражданской войны в Испании, которая ещё не закончилась на тот момент. Обычный крестьянин (Генри Фонда) берёт в руки оружие, чтобы защищать своё хозяйство от захватчиков, одновременно заводя роман с русской авантюристской, вынужденной шпионить на Франко. Фильм резко обличал тиранию и выступал с призывом ко всем странам поддержать республиканскую Испанию. В эпоху разгула маккартизма и охоты на ведьм в 1940-50-е годы фильм часто упоминался как прокоммунистический в правительственных документах.
«Хуарес» (1939) стал третьим биографическим фильмом, который Дитерле сделал с Полом Муни, он рассказывал о жизни мексиканского политика Бенито Хуареса и его борьбе с императором Максимилианом I в 1860-е годы. После выхода этого фильма Дитерле назвали «квинтэссенцией либерального режиссёра 1930-х годов». В одном из интервью в 1970-е годы Дитерле заявил, что этот фильм «должен бы стать крупнейшим типом картины нашего времени (1970-х годов) — большая современная армия измотана партизанами. Параллель с Вьетнамом более чем очевидна». Картина получила две номинации на Оскар: за лучшую операторскую работу и за лучшую роль второго плана (Брайану Ахерну за роль императора Максимилиана).
Двумя последними картинами Дитерле для студии «Уорнер» вновь стали биопики, в которых главные роли на этот раз исполнил Эдвард Робинсон. «Магическая пуля доктора Эрлиха» (1940, номинация на Оскар за лучший сценарий) была посвящена открытию Паулем Эрлихом сальварсана, благодаря чему стало возможным лечить сифилис. «Почта от Рейтера» (1940) была посвящена Полу Джулиусу Рейтеру, который создал первое агентство новостей «Рейтер».

### Карьера в Голливуде: 1940-е годы
В 1940-е годы работы Дитерле наполнились богатой романтической экспрессией. "В то время как многие обозреватели того времени чувствовали, что его карьера прошла свой пик в 1930-е годы, общее мнение критики сегодня таково, что фильмы именно этого периода являются его лучшими. Кинокритик Дэвид Томсон, в частности, написал, что биопики 1930-х годов были «неповоротливыми и тяжеловесными германскими работами, которые страдали от театральности и неумеренных причуд Пола Муни», в то время как его последующие работы «раскрыли прежде зажатый талант щедрого романтика».
На студии «РКО» Дитерле поставил два классических фильма — «Горбун из Нотр-дама» (1939) с Чарльзом Лоутоном в роли Квазимодо и «Дьявол и Даниэль Уэбстер» (1941) с Уолтером Хадсоном в роли дьявола.
«Горбун из Нотр-дама» (1939) был «одним из лучших фильмов Дитерле, как по своему романтическому стилю, так и по великолепным тёмным сценам парижского средневекового дна, с драматичным минимальным освещением, пришедшим от его экспрессионистских корней». Фильм был номинирован на два Оскара — за лучшую музыку и лучшую запись звука и стал «на тот момент безусловно лучшей экранизацией классической истории Виктора Гюго».
После этого Дитерле «отличился ещё одной выигрышной экранизацией, сделав чудесный „Дьявол и Даниэль Уэбстер“ (1941) по рассказу Стивена Винсента Бенета». «Дьявол и Даниэль Уэбстер» (известный также под названием «Всё, что можно купить за деньги») (1941) был готической фантазией по мотивам легенды о Фаусте, действие которой происходит в штате Нью-Гемпшир в 1840-е годы. В главных ролях сыграли Уолтер Хастон в роли Дьявола и Эдвард Арнолд в роли молодого политика Даниэля Уэбстера, которые вступают в борьбу за душу фермера Джабеса Стоуна после того, как тот хочет выйти из сделки с Дьяволом. Хотя при первом прокате фильм не имел особого успеха, сегодня он признается классикой благодаря нуаровой операторской работе Джо Огаста, завоевавшей Оскар музыке Бернарда Херрманна и впечатляющим спецэффектам. В 2003 году актёр и режиссёр Алек Болдуин сделал ремейк этого фильма.
Биопик «Теннесси Джонсон» (1942) с Ваном Хефлином и Лайонелом Бэрримором в главных ролях рассказывал о 17-м президенте США Эндрю Джонсоне, сменившем на этом посту застреленного Авраама Линкольна, и, в частности, о событиях, связанных с его импичментом.
«Кисмет» (1944) стал четвёртой кинопостановкой по одноимённой пьесе Эдварда Кноблока после фильмов «Уорнер бразерс» 1914, 1920 и 1930 годов, а также немецкоязычной версии, которую Дитерле поставил в 1931 году. В этой приключенческой исторической фантазии, рассказывающей о событиях при дворе багдадского визиря в духе «Тысячи и одной ночи», сыграли Рональд Колман и Марлен Дитрих. Фильм заработал четыре номинации на Оскар — за лучшую операторскую работу, музыку, звук и работу художника.
Работы Дитерле в Голливуде в конце 1940-х годов «были умело сделаны, но лишены личностного подхода, среди них выделяются романтические драмы „Любовные письма“ (1945) и „Портрет Дженни“ (1948) и криминальные фильмы „Верёвка из песка“ (1949) и „Тёмный город“ (1950)».
С 1944 года Дитерле стал сотрудничать с независимым продюсером Дэвидом О. Селзником, поставив сначала «Увидимся» (1944), удачную романтическую мелодраму военного периода с участием Джинджер Роджерс и Джозефа Коттена.
Затем последовала романтическая мелодрама «Любовные письма» (1945) о солдате (Джозеф Коттен), который во время Второй мировой войны пишет любовные письма от имени своего друга. Дженнифер Джонс играет адресата писем, которая влюбляется в их автора. Годы спустя после окончания войны Коттен находит Джонс и узнаёт, что она потеряла память и, вероятно, убила его друга и своего мужа. Несмотря на в целом негативную реакцию критики, фильм успешно прошёл в прокате и был номинирован на Оскары за лучшую женскую роль (Дженнифер Джонс), лучшее оформление интерьеров и в двух музыкальных категориях.
Дэвид О. Селзник, который в то время был мужем Джонс, стал продюсером и следующего фильма Дитерле «Портрет Дженни» (1948). «Изысканная и красиво исполненная романтическая фантазия „Портрет Дженни“, безусловно, стала лучшим фильмом Дитерле его последнего периода». В «Портрете Дженни» (1948) Коттен и Джонс сыграли художника и его музу. После знакомства в Центральном парке Нью-Йорка Коттен пишет портрет Джонс, который делает его известным, но не может найти свою музу, в которую влюбился. «„Дженни“ стал одним из шедевров Дитерле, в котором он смог проявить все свои художественные таланты… Его использование светлого, тёмного и туманного фона — и в какой-то момент текстурированного поля живописного холста — передавали фантазийное состояние и атмосферу потусторонности истории влюблённых из различных времён. Бесспорно, этот фильм оказал влияние на последующие фильмы на сходную тему». Бюджет фильма был чрезмерно раздутым, и Селзник был вынужден продать контракт Дитерле в «Парамаунт пикчерс».

### Работа в Парамаунт: 1949-57 годы
На протяжении 1950-х годов из крепких рук Дитерле по-прежнему выходила "добротная голливудская продукция, но она более вдохновлялась плотными графиками съёмок, чем какими-либо творческими претензиями. Его творчество в течение этого десятилетия было небольшим, и отчасти это было связано с бичом маккартизма. Он никогда не попадал в чёрные списки в прямом смысле, тем не менее, его фильм «Блокада» (1938) был слишком либертарианским, чтобы не отбросить на него тень подозрения как на симпатизирующего «социалистам» и «коммунистам». Кроме того, в 1930-е годы Дитерле и его жена помогали людям выбираться из нацистской Германии, и оказывали помощь многим друзьям, исповедующим левые взгляды, включая Бертольда Брехта. Об этом периоде Дитерле говорил: «Хотя я никогда, насколько мне известно, не был ни в одном чёрном списке, я наверняка был в своего рода сером списке, свидетельством чего было то, что я не мог получить никакой работы».
Для «Парамаунт» Дитерле поставил несколько добротных фильмов нуар, среди них «Обвиняемая» (1949), «Верёвка из песка» (1949), «Тёмный город» (1950) и «Поворотный пункт» (1952). В 1949 году Дитерле поставил нуар «Обвиняемая» с Лореттой Янг в роли преподавательницы колледжа, которая убивает своего студента при попытке изнасилования, а затем скрывает следы преступления. В другом нуаре 1949 года «Верёвка из песка» Берт Ланкастер исполняет роль егеря в Южной Африке, который случайно находит тайник с драгоценностями, после чего становится объектом жестокого и изощрённого преследования со стороны горнодобывающей компании. В фильме нуар «Тёмный город» (1950) с Чарльтоном Хестоном группа шулеров обыгрвает в покер парня, который кончает жизнь самоубийством, но его мстительный брат разыскивает и убивает одного за другим всех участников той игры. «Поворотная точка» (1952) рассказывал о борьбе окружного прокурора (Эдмонд О’Брайен) и журналиста (Уильям Холден) с криминальным синдикатом.
В мелодраме «Оплачено сполна» (1950) добрая и злая сёстры влюбляются в одного мужчину, который женится на злой, но вскоре понимает, что любит добрую. Ещё одна мелодрама «Роман в сентябре» (1950) с участием Джозефа Коттена и Джоан Фонтейн рассказывает о случайно возникающих отношениях крупного промышленника и известной пианистки, которые волею судьбы не успели на самолёт, попавший в авиакатастрофу, что позволило им на некоторые время вырваться из привычной жизненной рутины и отдаться силе чувств. Приключенческий романтический триллер «Пекинский экспресс» (1951) с Джозефом Коттеном в главной роли был ремейком широко признанного «Шанхайского экспресса» (1932) Йозефа фон Штернберга. За ним последовала череда невыразительных фильмов: вестерн «Красная гора» (1951) с Аланом Лэддом и Лизбет Скотт, спортивная мелодрама о жокее «Бутс Мэлоун» (1952) с Уильямом Холденом и библейская эпическая драма «Саломея» (1953) с Ритой Хейворт в заглавной роли. В мелодраме «Слоновья тропа» (1954) Элизабет Тейлор сыграла жену владельца чайной плантации на Цейлоне, которая тоскует по городской жизни и влюбляется в управляющего (Дэна Эндрюс). Прежде чем вернуться в Европу, Дитерле снял ещё два биопика — «Волшебный огонь» (1955) о Рихарде Вагнере и «Омар Хайам» (1957).

### Последние годы жизни
В 1958 году Дитерле вернулся в Германию, поставив там и в Италии более десятка фильмов, большинство из которых были сделаны для телевидения и не вызвали заметного интереса.
Последний американский фильм Дитерле «Быстрее, давай поженимся» (1964), известный также как «Признание» или «Семь различных путей», криминально-приключенческая комедия-фарс с участием Джинджер Роджерс и Рэя Милланда, по ходу создания «претерпела многочисленные изменения и из-за разногласий относительно монтажа была положена на полку», появившись на экранах только в 1971 году. Фильм стал крупнейшим провалом в американской карьере Дитерле.
Последней режиссёрской работой Дитерле стала немецкая телеверсия «Сна в летнюю ночь» (1968), что сделало его, вероятно, единственным режиссёром который сделал две киноверсии этой комедии Уильяма Шекспира.
После этого Дитерле вышел на пенсию и переехал в баварский городок Оттобрунн, где умер 9 декабря 1972 года.

## Награды и номинации
- 1936 — Номинация на Кубок Муссоллини Венецианского кинофестиваля за фильм «Повесть о Луи Пастере» (1936)
- 1938 — Номинация на Оскар лучшему режиссёру за фильм «Жизнь Эмиля Золя» (1937)
- 1949 — Номинация на Золотого льва Венецианского кинофестиваля за фильм «Портрет Дженни» (1948)
- 1970 — Почетная кинопремия Германии за многолетний выдающийся личный вклад в немецкое кино[2]

## Фильмография
Режиссёрские работы

### Фильмы, поставленные в Германии
- 1923 — Мужчина у дороги / Der Mensch am Wege
- 1927 — Тайна аббата Х / Das Geheimnis des Abbe X
- 1928 — Секс в цепях / Geschlecht in Fesseln — Die Sexualnot der Gefangenen
- 1929 — Через Бранденбургские ворота. Пока ещё на Унтер Линден / Durchs Brandenburger Tor. Solang noch Untern Linden
- 1929 — Я люблю тебя / Ich liebe für Dich
- 1929 — Весенний шум / Frühlingsrauschen
- 1929 — Тишина в лесу / Das Schweigen im Walde
- 1929 — Людвиг II, Баварский / Ludwig II, King of Bavaria

### Версии голливудских фильмов на немецком языке
- 1930 — Те, кто танцует / Der Tanz geht weiter
- 1930 — Кисмет / Kismet
- 1930 — Час счастья / Eine Stunde Glück
- 1931 — Священный огонь / Die heilige Flamme

### Голливудские фильмы
- 1931 — «Последний полёт» / The Last Flight
- 1931 — «Её Величество, Любовь» / Her Majesty, Love
- 1932 — «Разыскивается мужчина» / Man Wanted
- 1932 — «Кража драгоценностей» / Jewel Robbery
- 1932 — «Авария» / The Crash
- 1932 — «Прожить шесть часов» / Six Hours to Live
- 1932 — «Багряная заря» / Scarlet Dawn
- 1933 — «Человек закона» / Lawyer Man
- 1933 — «Грэнд слэм» / Grand Slam
- 1933 — «Восхитительный» / Adorable
- 1933 — «Влюблённый дьявол» / The Devil’s in Love
- 1933 — «Женщина» / Female
- 1933 — «Из штаба» / From Headquarters
- 1934 — «Туман над Фриско» / Fog Over Frisco
- 1934 — «Моды 1934 года» / Fashions of 1934
- 1934 — «Доктор Моника» / Dr. Monica
- 1934 — «Мадам дю Барри» / Madame Du Barry
- 1934 — «Огненная птица» / The Firebird
- 1934 — «Тайная невеста» / The Secret Bride
- 1935 — «Сон в летнюю ночь» / A Midsummer Night’s Dream
- 1935 — «Доктор Сократ» / Dr. Socrates
- 1936 — «Повесть о Луи Пастере» / The Story of Louis Pasteur
- 1936 — «Белый ангел» / The White Angel
- 1936 — «Сатана встречает леди» / Satan Met a Lady
- 1937 — «Великий О’Малли» / The Great O’Malley
- 1937 — «Принц и нищий» / The Prince and the Pauper
- 1937 — «Новый рассвет» / Another Dawn
- 1937 — «Жизнь Эмиля Золя» / The Life of Emile Zola
- 1938 — «Блокада» / Blockade
- 1939 — «Хуарес» / Juarez
- 1939 — «Горбун из Нотр-Дама» / The Hunchback of Notre Dame
- 1940 — «Магическая пуля доктора Эрлиха» / Dr. Ehrlich’s Magic Bullet
- 1940 — «Почта от Рейтера» / A Dispatch From Reuter’s
- 1941 — «Дьявол и Дэниэль Уэбстер» / The Devil and Daniel Webster
- 1942 — «Синкопа» / Syncopation
- 1943 — «Теннесси Джонсон» / Tennessee Johnson
- 1944 — «Кисмет» / Kismet
- 1945 — «Увидимся» / I’ll Be Seeing You
- 1945 — «Любовные письма» / Love Letters
- 1945 — «Эта любовь — наша» / This Love of Ours
- 1946 — «В поисках ветра» / The Searching Wind
- 1946 — «Дуэль под солнцем» / Duel in the Sun (в титрах не указан)
- 1948 — «Портрет Дженни» / Portrait of Jennie
- 1949 — «Обвиняемая» / The Accused
- 1949 — «Верёвка из песка» / Rope of Sand
- 1950 — «Оплачено сполна» / Paid in Full
- 1950 — «Вулкан» / Vulcano
- 1950 — «Роман в сентябре» / September Affair
- 1950 — «Тёмный город» / Dark City
- 1951 — «Пекинский экспресс» / Peking Express
- 1951 — «Красная гора» / Red Mountain
- 1952 — «Бутс Мэлоун» / Boots Malone
- 1952 — «Поворотная точка» / The Turning Point
- 1953 — «Саломея» / Salome
- 1954 — «Слоновья тропа» / Elephant Walk
- 1955 — «Волшебный огонь[англ.]» / Magic Fire
- 1957 — «Омар Хайям» / Omar Khayyam
- 1964 — «Быстрее, давай поженимся!» / Quick, Let’s Get Married! / The Confession

### Европейские фильмы
- 1959 — Мститель / Il Vendicatore
- 1960 — Хозяйка мира — Часть I / Die Herrin der Welt — Teil I
- 1960 — Хозяйка мира — Часть II / Die Herrin der Welt — Teil II
- 1960 — Я нашёл Джулию Харрингтон / Ich fand Julia Harrington (ТВ)
- 1960 — Почти ночное признание / Fastnachtsbeichte
- 1960 — Тайны Ангкора / Les Mystères d’Angkor
- 1961 — Большое путешествие / Die Große Reise (ТВ)
- 1962 — Побег Габриэля Шиллинга / Gabriel Schillings Flucht (ТВ)
- 1962 — Достойное удовольствие / Das Vergnügen, anständig zu sein (ТВ)
- 1962 — Антигона / Antigone (ТВ)
- 1966 — Самба / Samba (ТВ)
- 1968 — Сон в летнюю ночь / Ein Sommernachtstraum (ТВ)